# Rhaucus gaiterus
Rhaucus gaiterus is een hooiwagen uit de familie Cosmetidae. De originele naamcombinatie (protoniem) was Rhaucus gaiterus Pinzón-Morales & Pinto-da-Rocha, 2024.